# Dunkirk (Maryland)
Dunkirk és una concentració de població designada pel cens dels Estats Units a l'estat de Maryland. Segons el cens del 2000 tenia 2.363 habitants.

## Demografia
Segons el cens del 2000, Dunkirk tenia 2.363 habitants, 757 habitatges, i 681 famílies. La densitat de població era de 134,6 habitants/km².
Dels 757 habitatges en un 40,7% hi vivien nens de menys de 18 anys, en un 80,2% hi vivien parelles casades, en un 7,4% dones solteres, i en un 10% no eren unitats familiars. En el 7,9% dels habitatges hi vivien persones soles el 2,4% de les quals corresponia a persones de 65 anys o més que vivien soles. El nombre mitjà de persones vivint en cada habitatge era de 3,12 i el nombre mitjà de persones que vivien en cada família era de 3,28.
Per edats la població es repartia de la següent manera: un 29,1% tenia menys de 18 anys, un 5,9% entre 18 i 24, un 25,8% entre 25 i 44, un 31,3% de 45 a 60 i un 7,9% 65 anys o més.
L'edat mediana era de 39 anys. Per cada 100 dones de 18 o més anys hi havia 97,1 homes.
La renda mediana per habitatge era de 300.868 $ i la renda mediana per família de 302.240 $. Els homes tenien una renda mediana de 257.900 $ mentre que les dones 141.025 $. La renda per capita de la població era de 331.923 $. Cap de les famílies i el 0,2% de la població estaven per davall del llindar de pobresa.

## Poblacions més properes
El següent diagrama mostra les poblacions més properes.